# Impatiens thomensis
Impatiens thomensis är en balsaminväxtart som beskrevs av Arthur Wallis Exell. Impatiens thomensis ingår i släktet balsaminer, och familjen balsaminväxter. Inga underarter finns listade i Catalogue of Life.